# 奥迪V8
奥迪V8是奥迪在1988年至1993年间生产的一款大型豪华汽车，是当时奥迪的旗舰型號。它是第一款采用V8引擎的奥迪汽车，也是第一款采用自排變速箱Quattro系统的奥迪汽车。奥迪A8是在它的基础上发展出来的。

## 设计

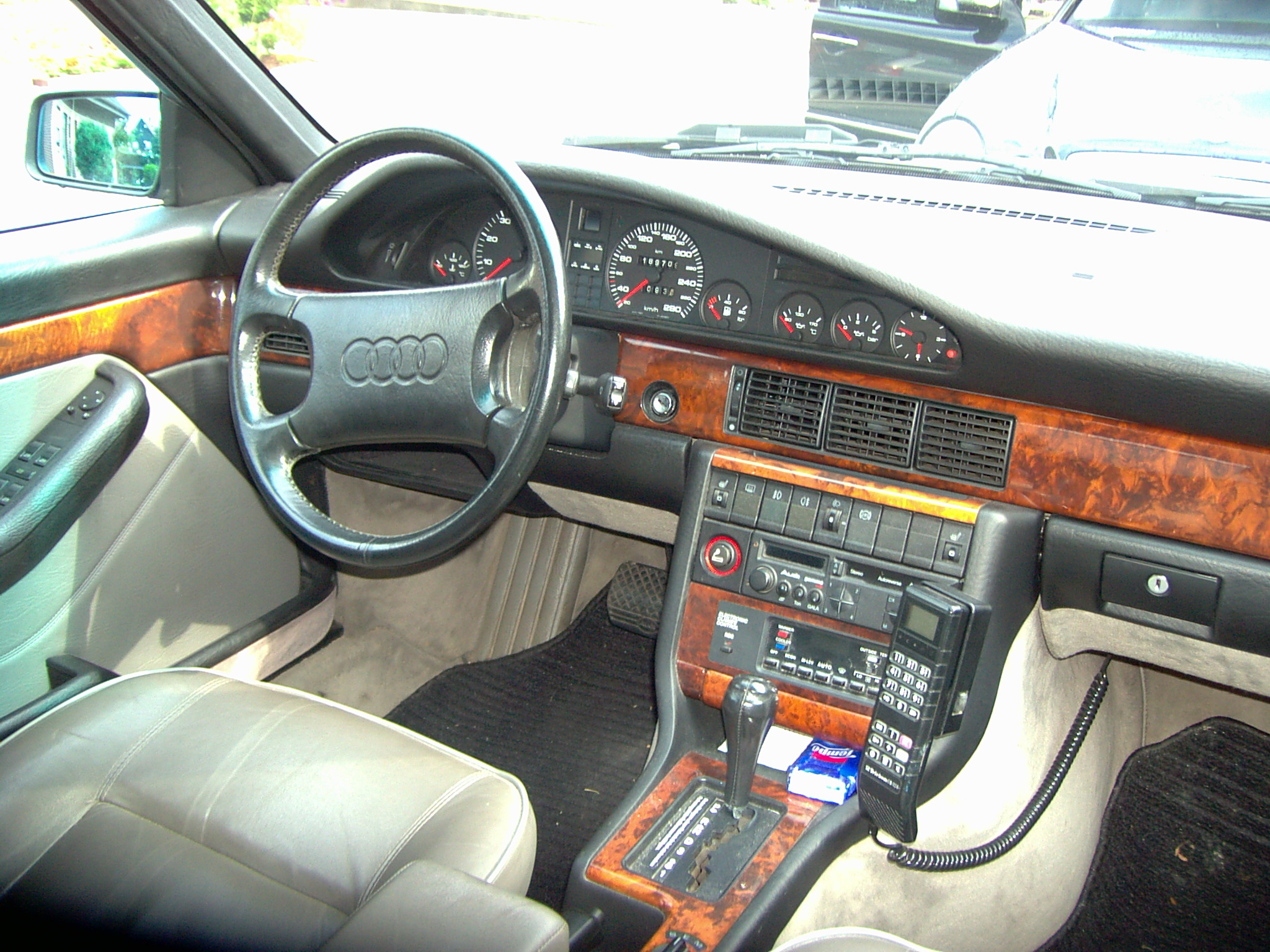
内饰

其车体风格和奥迪100和200差不多。它采用的大众D1平台实际上就是奥迪100的大众集团C3平台的加长版。其不同之处在于轴距、格栅、保险杠、车灯、挡泥板等，内饰也完全不同。